# Інфляціонізм
Інфляціонізм — це неортодоксальна економічна, фіскальна або монетарна політика, яка передбачає, що значний рівень інфляції є нешкідливим, бажаним або навіть вигідним. Подібним чином економісти-інфляціоністи виступають за політику інфляції.
Мейнстрімна економічна теорія вважає, що інфляція є необхідним злом, і виступає за низький, стабільний рівень інфляції, а отже, значною мірою виступає проти інфляційної політики — певна інфляція необхідна, але інфляція, що перевищує низький рівень, не є бажаною. Однак дефляція часто розглядається як гірша або не менша небезпека, особливо в рамках кейнсіанської економіки, а також монетаристської економіки та теорії боргової дефляції.
Інфляціонізм не сприймається економічною спільнотою і часто ототожнюється з сучасною монетарною теорією, яка використовує схожі аргументи, особливо у відношенні до харталізму.

## Політичні суперечки

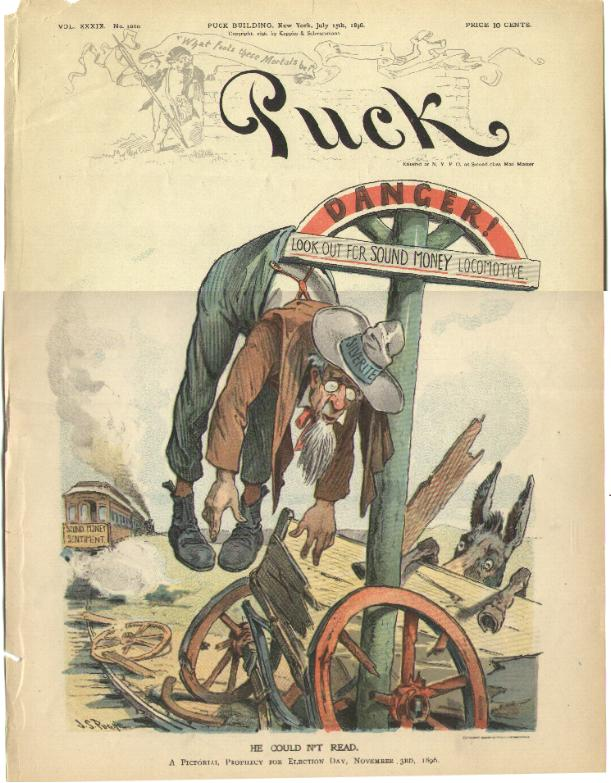
Карикатура 1896 року, яка показує вільного срібного фермера та демократичного осла, чий вагон зруйнував локомотив здорових грошей.

У політичних дебатах інфляціонізм протиставляється твердій валюті, яка вважає, що реальна вартість валюти повинна підтримуватися.
Наприкінці 19-го століття у США рух за вільне срібло виступав проти інфляційної політики вільного карбування срібла. Це було суперечливим політичним питанням протягом 40-річного періоду 1873-1913 років, яке постійно зазнавало поразки. Пізніше економіст Джон Мейнард Кейнс описав наслідки інфляціонізму:
Кажуть, що Ленін заявив, що найкращий спосіб знищити капіталістичну систему — це розбестити валюту. За допомогою безперервного процесу інфляції уряди можуть таємно і непомітно конфіскувати значну частину багатства своїх громадян. У такий спосіб вони не просто конфісковують, а конфісковують свавільно; і хоча цей процес збіднює багатьох, він фактично збагачує декого. Видовище цього довільного перерозподілу багатств завдає удару не лише по безпеці, але й по впевненості в справедливості існуючого розподілу багатства.
Ті, кому система приносить надприбутки, понад їхні сподівання і навіть понад їхні очікування чи бажання, стають «спекулянтами», які є об'єктом ненависті буржуазії, яку інфляція зубожіла не менше, ніж пролетаріат. У міру того, як інфляція продовжується і реальна вартість валюти дико коливається з місяця в місяць, всі постійні відносини між боржниками і кредиторами, які формують фундамент капіталізму, стають настільки невпорядкованими, що майже втрачають сенс; а процес отримання багатства вироджується в азартну гру і лотерею.
Ленін, безумовно, мав рацію. Немає більш витонченого, більш надійного способу підірвати існуючі основи суспільства, ніж розбещення грошей. Цей процес задіює всі приховані сили економічного закону на боці руйнування, і робить це таким чином, що жодна людина на мільйон не здатна його діагностувати".

## Школи економічної думки
Інфляціонізм найбільше асоціюється зі школами економічної думки, які відстоюють державні заходи (фіскальну чи монетарну політику) для досягнення повної зайнятості, а також звинувачують їх у цьому. Такі школи часто мають гетеродоксальні погляди на теорію грошей.
На початку 19 століття Бірмінгемська школа економіки, яка виступала за експансивну монетарну політику для досягнення повної зайнятості, була атакована як «грубі інфляціоністи».
Сучасна посткейнсіанська монетарна економічна школа неохарталізму, яка виступає за дефіцитні державні видатки для досягнення повної зайнятості, піддається нападкам як інфляційна, оскільки критики стверджують, що такі дефіцитні видатки неминуче призводять до гіперінфляції. Неохарталісти відкидають це звинувачення, як, наприклад, у назві неохарталістської організації «Центр повної зайнятості та цінової стабільності».
Неокласична економіка часто виступала за дефляційну політику; під час Великої депресії багато економістів мейнстріму стверджували, що номінальна заробітна плата повинна впасти, як це було під час економічних криз 19-го століття, таким чином повернувши ціни та зайнятість до рівноваги. Цьому протистояла кейнсіанська економіка, яка стверджувала, що загальне скорочення заробітної плати зменшує попит, поглиблюючи кризу, але не покращуючи зайнятість.

## Сучасні прибічники
Хоча мало хто з економістів стверджує, що інфляція — це добре сама по собі, дехто виступає за вищий рівень інфляції, як загалом, так і в контексті економічних криз, а дефляція, за загальним визнанням, є дуже шкідливою.
Три сучасні аргументи на користь вищої інфляції, перші два від основної школи кейнсіанської економіки та відстоювані видатними економістами, останній від неортодоксальної школи посткейнсіанської економіки, такі:
- більшої гнучкості у монетарній політиці;
- стабільності заробітної плати; та
- зменшення реального боргового тягаря.

Більша гнучкість у монетарній політиці
Високий рівень інфляції за низької номінальної процентної ставки призводить до від'ємної реальної процентної ставки; наприклад, номінальна процентна ставка 1% та рівень інфляції 4% дають реальну процентну ставку (приблизно) -3%. Оскільки нижчі (реальні) процентні ставки асоціюються зі стимулюванням економіки в рамках монетарної політики, чим вища інфляція, тим більшу гнучкість має центральний банк у встановленні (номінальних) процентних ставок, зберігаючи їх на від'ємному рівні; від'ємні (номінальні) процентні ставки вважаються нетрадиційною монетарною політикою і дуже рідко практикуються.
Олів’є Бланшар, головний економіст Міжнародного валютного фонду, стверджує, що рівень інфляції під час Великої помірності був надто низьким, що спричинило обмеження в рецесії кінця 2000-х років, і що центральні банки повинні розглянути цільовий рівень інфляції 4% замість 2%. 
Стабільність заробітної плати
Інфляція зменшує реальну вартість заробітної плати за відсутності відповідного підвищення заробітної плати. Згідно з теорією «липкості» заробітної плати, причиною безробіття під час рецесії та депресії є нездатність працівників піти на скорочення заробітної плати, щоб зменшити реальні витрати на робочу силу. Вважається, що заробітна плата є номінально «липкою» до зниження навіть у довгостроковій перспективі (важко знизити номінальну ставку заробітної плати), а отже, інфляція забезпечує корисне розмивання реальних витрат на оплату праці, не вимагаючи зниження номінальної заробітної плати.
Колективні трудові спори в Нідерландах і Японії іноді призводили до номінального скорочення заробітної плати, оскільки вважалося, що високі реальні витрати на робочу силу спричиняють безробіття.
Зменшення реального боргового тягаря.
Згідно з теорією боргової дефляції, ключовою причиною економічних криз є високий рівень боргу, а ключовою причиною виходу з кризи - зниження рівня боргу. Окрім погашення (виплати боргу) та дефолту (невиплати боргу), ключовим механізмом зменшення боргу є інфляція - оскільки борги, як правило, є номінальними, інфляція зменшує реальний рівень боргу. Цей ефект є більш вираженим, чим вищий рівень боргу. Наприклад, якщо відношення боргу до ВВП країни становить 300% і вона переживає один рік 10% інфляції, рівень боргу зменшиться приблизно на 300% × 10% = 30%, до 270%. І навпаки, якщо відношення боргу до ВВП становить 20%, то один рік 10% інфляції зменшить рівень боргу на 2%, до 18%. Таким чином, кілька років стійкої високої інфляції значно знижують високий рівень початкового боргу. Це доводить, зокрема, Стів Кін.
У цьому контексті прямим результатом інфляції є переміщення багатства від кредиторів до боржників — кредитори отримують менше в реальному вираженні, ніж вони могли б отримати раніше, а боржники платять менше, припускаючи, що борги були б погашені, а не оголошені дефолт. Формально це фактична реструктуризація боргу зі зменшенням реальної вартості основної суми боргу, яка може бути вигідна кредиторам, якщо в результаті борги обслуговуються (сплачуються частково), а не дефолтуються.
Схожий аргумент наводять харталісти, які стверджують, що країнам, які випускають боргові зобов'язання, деноміновані у власній валюті, ніколи не потрібно оголошувати дефолт, оскільки вони можуть надрукувати гроші, щоб виплатити борг. Однак харталісти зазначають, що друк грошей без поєднання його з оподаткуванням (щоб повернути гроші і запобігти зростанню грошової маси) може призвести до інфляції, якщо продовжувати друк грошей за межами точки повної зайнятості, а чарталісти, як правило, не виступають на користь інфляції.

## Зовнішні посилання
- Inflation[usurped], explained by Pete Smith, directed by Zion Myers (1933), pro-inflation movie (IMDb)